# Juárez Celman (departement)
Juárez Celman is een departement in de Argentijnse provincie Córdoba. Het departement (Spaans: departamento) heeft een oppervlakte van 8.902 km² en telt 55.348 inwoners.

## Plaatsen in departement Juárez Celman
- Alejandro Roca
- Assunta
- Bengolea
- Carnerillo
- Charras
- El Rastreador
- General Cabrera
- General Deheza
- Huanchillas
- La Carlota
- Los Cisnes
- Olaeta
- Pacheco de Melo
- Paso del Durazno
- Reducción
- Santa Eufemia
- Ucacha